# Valdez (Ecuador)
Valdez, también conocida como Limones, es una localidad ecuatoriana, cabecera del cantón Eloy Alfaro en la Provincia de Esmeraldas. Situada en el norte de la provincia.
Cuenta con una población de 4956 habitantes.

## Política y gobierno
La ciudad y el cantón Eloy Alfaro, al igual que las demás localidades ecuatorianas, se rige por una municipalidad según lo previsto en la Constitución de la República. El Gobierno Autónomo Descentralizado Municipal de Eloy Alfaro, es una entidad de gobierno seccional que administra el cantón de forma autónoma al gobierno central. La municipalidad está organizada por la separación de poderes de carácter ejecutivo representado por el alcalde, y otro de carácter legislativo conformado por los miembros del concejo cantonal.